# Znak Extremadury
Znak Extremadury, jednoho ze španělských autonomních společenství, je tvořen děleným štítem. V horním, heraldicky pravém, zlatém poli je vyobrazen červený lev. V levém, červeném poli zlatý hrad. V dolní části jsou v modrém poli zlaté Herkulovy sloupy, pod nimi tři stříbrné vlnité proužky a mezi nimi stříbrná stuha s latinským nápisem PLUS ULTRA (česky Víc a dál). Ve stříbrném prsním štítku je strom se zelenou korunou a stříbrným kmenem.[ujasnit]
Lev a hrad pocházejí ze znaku Leónu a Kastilie, dvou středověkých království, k nimž region v minulosti náležel. Herkulovy sloupy (jsou vyobrazeny i ve španělském státním znaku) symbolizují Gibraltarský průliv a odkazují na řadu španělských objevitelů a dobyvatelů (Hernán Cortés, Francisco Pizarro ad.) pocházejících z Extremadury. Vlny symbolizují Atlantský oceán a jeho průzkum těmito osobnostmi. Strom je odvozen ze znaku Madridu.

Znak Leónského království
Znak Kastilského království
Znak Madridu

## Znaky extremadurských provincií
Autonomní společenství Extremadura se člení na dvě provincie, které užívají své vlastní znaky.

Provincie Cáceres
Provincie Badajoz